# Parco naturale Laghi di Fusine
Il Parco naturale Laghi di Fusine e' un'area naturale protetta del Friuli-Venezia Giulia, sita nel territorio del comune di Tarvisio, in Valromana, partendo dalla frazione Riofreddo alla confluenza dell'Orrido dello Slizza fino a raggiungere Fusine in Valromana prima e Fusine Laghi poi. L'area e' contigua al parco naturale Foresta di Tarvisio e dalla catena Jof Fuart-Montasio raggiunge la catena Mangart-Jalovec posta sopra i Laghi di Fusine, che dalla cima del Mangart raggiunge il Passo del Predil passando per lo Jalovec.